# نودنیدا لوانگنام
 نانیدا لاونگنام (انگلیسی: Nudnida Luangnam؛ زادهٔ ۲۷ فوریهٔ ۱۹۸۷) یک تنیس‌باز اهل تایلند است. 